# Капитан-лейтенант
Капита́н-лейтена́нт (от лат. сарitаnеus — «глава [отряда]» и от lосum tenens — «наместник») — чин (Русское царство и Российская империя) и высшее из званий младших офицеров ВМФ некоторых государств и стран; в Германии и России соответствует капитану сухопутных войск или авиации.

## История
Образцы знаков различий капитан-лейтенанта (ОФ-3) в Российской империи, СССР, Российской Федерации:
| Чин                  | Российский императорский флот | Российский императорский флот | Российский императорский флот | Военно-морской флот СССР                | Военно-морской флот СССР      | Военно-морской флот СССР   | Военно-морской флот СССР | Военно-морской флот Российской Федерации | Военно-морской флот Российской Федерации | Военно-морской флот Российской Федерации | Военно-морской флот Российской Федерации | Военно-морской флот Российской Федерации |
| нарукавый знак погон |                               |                               |                               |                                         |                               |                            |                          |                                          |                                          |                                          |                                          |                                          |
|                      | Капитан-лейтенант (1907—1911) | погон к кителю (1907—1911)    | … парадный (1911—1918)        | Командир корабля 2-го ранга (1918—1935) | Капитан-лейтенант (1935—1991) | погон к кителю (1943—1955) | … парадный (1955—1991)   | Капитан-лейтенант (с 2010 года)          | погон повседневный к куртке (1994—2010)  | … парадный (1994—2010)                   | … повседневный (1994—2010)               | … парадный (c 2010 года)                 |

В старину также армейский чин, ниже чина «капитан». Буквально — «заместитель капитана» (как командира корабля или роты).
В армейских формированиях и инженерных войсках — обер-офицерский чин X класса, IX класса в артиллерии, VIII класса в гвардии в табели о рангах до 1730 года. В 1730—1798 годах называли «капитан-поручиком», затем «штабс-капитаном»; примерно соответствует современному воинскому званию «капитан».
В Российском императорском флоте — младший штаб-офицерский чин VIII класса, соответствовавший чину «майор армии». Введён русским царём в 1713 году и существовал до 1884 года. Был восстановлен 9 июня 1907 года и вновь упразднён 6 декабря 1911 года. Аналогичное звание существует в ВМФ ВС России.
Иногда, в неофициальной обстановке, применяют сокращённое название «капле́й».
| младшее звание: Старший лейтенант | Капитан-лейтенант | старшее звание: Капитан 3-го ранга |
| Капитан-поручик (1764—1798)       | Капитан-лейтенант | Капитан-лейтенант                  |